# Castillo de Enfesta
El castillo de Enfesta es un castillo situado en el enclave de Anfesta, en el municipio español de Molsosa, en la provincia de Lérida (Cataluña). 
Es de estilo gótico (siglos XIV-XV), la primera noticia documental que se tiene, data del año 1081. Se levanta sobre un cerro situado en la parte sureste de Anfesta y que alcanza los 531 metros de altitud con una prominencia respecto al plano de unos 35 metros.
Era la residencia de los señores de Anfesta, castellanos que administraban el lugar en nombre de los vizcondes de Cardona. Desde 2009 es propiedad de la familia Ben-Aicha, quien ha llevado a cabo las obras de restauración.
El conjunto fue declarado Monumento Histórico-Artístico mediante decreto publicado en el BOE con fecha del 5 de mayo de 1949.

## Arquitectura
Edificio de planta cuadrangular está construido con sillares, la fachada tiene una longitud de unos 15 metros, orientada al oeste y es de una altura similar. Después de una intensa restauración estructural, actualmente se encuentra en las últimas fases de adecuación para poder ser visitado.
Dentro del mismo cuerpo del edificio se encuentra la iglesia de Santa María que fue la iglesia de culto del pueblo hasta el año 1975 en que el estado ruinoso de la obra aconsejó supender su uso como lugar de culto.
La fachada presenta dos portales de arco de medio punto adintelados. El central es el portal de acceso al castillo y tiene las siguientes medidas aproximadas:
- Flecha: 80 cm
- Altura: 310
- Luz: 70 cm
- 11 dovelas de 95 cm de largo, 42 cm de anchura máxima y 9 cm de ancho

El portal de la izquierda, más pequeño, es el portal de acceso a la mencionada iglesia de Santa María. Sus medidas aproximadas son:
- Flecha: 51 cm
- Altura: 208 cm
- Luz: 61 cm
- 10 dovelas de 62 cm de longitud y de anchos desiguales. La clave de bóveda tiene un relieve de una cruz celta enmarcada en dos círculos concéntricos en lugar de uno solo como es habitual.

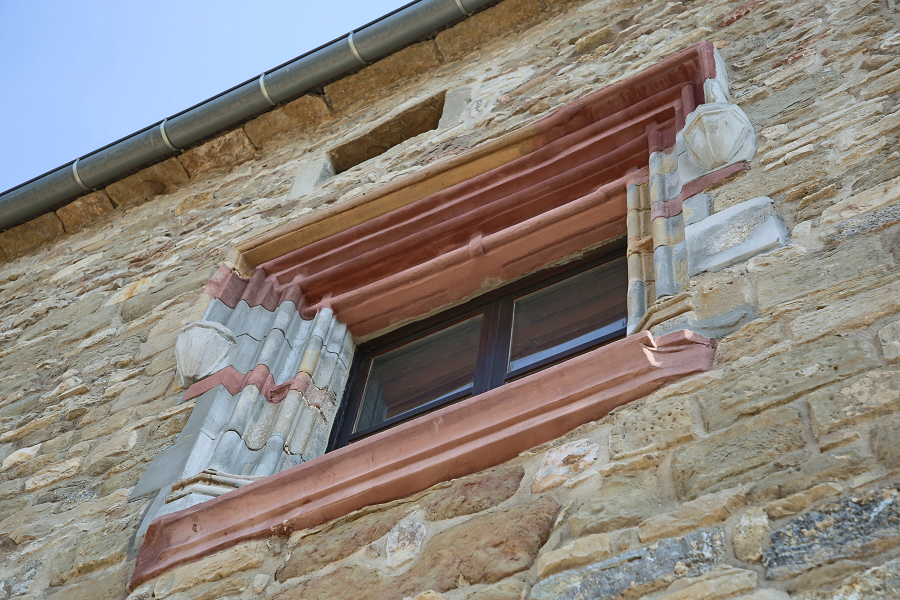
Ventanal principal de estilo gótico

## Situación
Desde el castillo se domina todo la llanura de Enfesta situada al oeste distinguiéndose perfectamente y completa la torre del Ballester del castillo de Castellfollit de Riubregós, situada a 2,4 km hacia dicha dirección. Desde lo anto del castillo se divisa la torre del castillo de Calonge de Segarra situado a tan solo 1,3 km en línea recta.